# Nick Frost
Nicholas John „Nick” Frost (Dagenham, London, 1972. március 28. –) angol színész, humorista, forgatókönyvíró, producer és szerző.
Leginkább a Cornetto Három Íze-trilógiából ismert: Haláli hullák hajnala (2004), Vaskabátok (2007) és Világvége (2013). Emellett 2011-ben feltűnt az Idegen arcok és a Paul című sci-fi-vígjátékokban – utóbbit legjobb barátjával, Simon Pegg-gel közösen írta, akivel rendszeresen dolgozik együtt.
Ismertebb televíziós szereplései voltak a Spaced (1999–2001) című vígjáték-sorozatban és a Man Stroke Woman (2005–2007) című szkeccsműsorban.

## Fiatalkora
London Dagenham városrészében született, Tricia és John Frost gyermekeként. Mindkét szülőnek voltak már gyerekei korábbi házasságaikból. Tizenéves korában több tragédia is történt a családban: először nővére hunyt el egy asztmarohamban, majd szülei bútorvállalkozása ment csődbe, mellyel egyik napról a másikra elszegényedtek. Frost otthagyta az iskolát és egy szállítócégnél dolgozva igyekezett támogatni a családot. Egy öngyilkossági kísérletet követően két évet töltött egy izraeli kibucban. Londonba visszatérve egy mexikói étteremben pincérkedett, ahol összeismerkedett és szoros barátságba, majd lakótársi kapcsolatba került Simon Pegg színésszel. Pegg a Spaced című vígjáték-sorozatban – mely részben Pegg és Frost akkori nihilista életstílusán alapult – írt egy szerepet, kifejezetten Frostra szabva.

## Színészi pályafutása

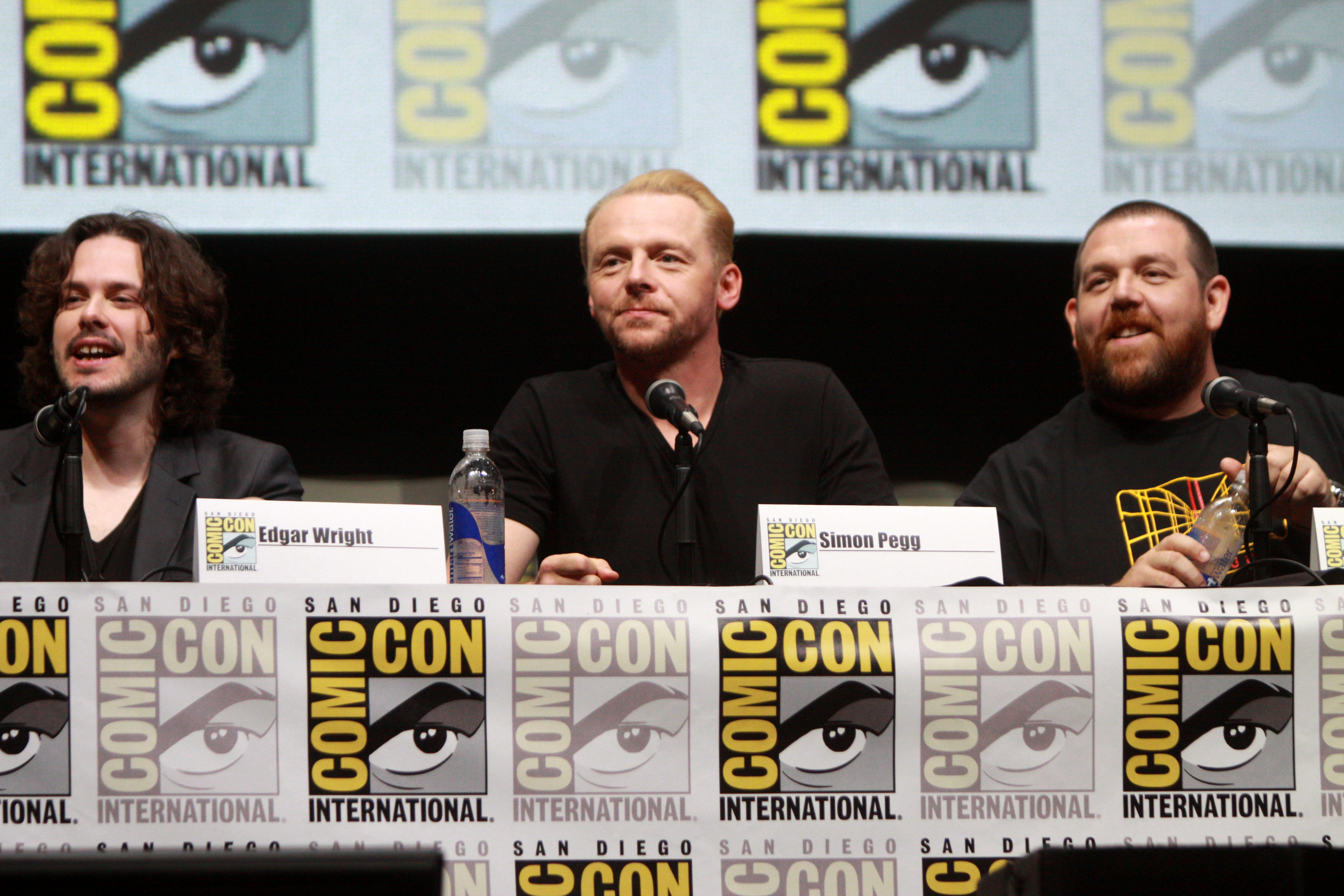
Edgar Wright, Simon Pegg és Nick Frost 2013-ban.

A Spaced című sorozatot és egyéb, kisebb televíziós szerepeket követően 2004-ben debütált a filmvásznon a Haláli hullák hajnala című „romantikus zombi vígjátékban”. A filmet Simon Pegg és Edgar Wright (a Spaced rendezője) forgatókönyve alapján Wright rendezte. Frost 2005 és 2007 között a Man Stroke Woman című szkeccsműsorban tűnt fel, változatos szerepekben. 2006-2007-ben a színész a BBC Two Hiperhajtómű című, sci-fi témájú szituációs komédiájában kapott főszerepet.
A 2000-es évek közepétől egy Channel 4 realityshow, a Szuperdada narrátora volt. 2007-ben a Vaskabátok című, Wright rendezte bűnügyi vígjátékban Pegg oldalán rendőrt alakított. 2011-ben Frost és Pegg a Paul című sci-fi-vígjátékban ismét együtt szerepelt, ahogyan szinkronszínészként az ugyanebben az évben bemutatott, Steven Spielberg által rendezett Tintin kalandjai című animációs filmben is. Frost 2013-ban a harmadik, Pegg és Wright forgatókönyve alapján Wright rendezte filmben, a Világvége című sci-fi-vígjátékban is felbukkant. A 2014-es Flörti dancing című brit romantikus vígjátékban ismét főszerepet osztottak rá.
A 2010-es évek során Frost további szinkronszerepeket vállalt: Jégkorszak 4. – Vándorló kontinens (2012), Doboztrollok (2014), Asterix – Az istenek otthona (angol nyelvű változat, 2016), Szörnyen boldog család (2017).
2014-ben a Sky Atlantic Mr. Sloane című vígjáték-sorozatában alakította a címszereplőt. 2016-tól csatlakozott az AMC által bemutatott Into the Badlands szereplőgárdájához. 2019-ben Ricky Knight brit pankrátort formálta meg a Családi bunyó című életrajzi sportfilmben.

## Magánélete
Szoros barátságot ápol Simon Pegg színésztársával, akivel számos filmben szerepeltek közösen.
Gyermekkorában katolikus nevelést kapott, de felnőttként ateistának vallja magát.
Feleségétől, a produkciós asszisztensként dolgozó svéd származású Christinától egy fia született. A házaspár később elvált, de jó viszonyban maradtak egymással.
2015 októberében jelent meg memoárja Truths, Half Truths & Little White Lies címmel, mely harmincéves koráig meséli el Frost életét.

## Filmográfia

### Film
| Év   | Magyar cím                                | Eredeti cím                                         | Szerep                  | Magyar hang            | Rendező               |
| ---- | ----------------------------------------- | --------------------------------------------------- | ----------------------- | ---------------------- | --------------------- |
| 2004 | Haláli hullák hajnala                     | Shaun of the Dead                                   | Ed                      | Kálloy Molnár Péter    | Edgar Wright (1.)     |
| 2005 | Mr. Tűsarok                               | Kinky Boots                                         | Don                     | Tóth Zoltán            | Julian Jarrold        |
| 2006 | Édes kis malackám                         | Penelope                                            | Max Campion             |                        | Mark Palansky         |
| 2007 | Grindhouse – Halálbiztos                  | Grindhouse                                          | Baby Eater              |                        | Quentin Tarantino     |
| 2007 | Vaskabátok                                | Hot Fuzz                                            | PC Danny Butterman      | Kerekes József         | Edgar Wright (2.)     |
| 2008 | Vadócka                                   | Wild Child                                          | Mr. Christopher         | Bácskai János          | Nick Moore            |
| 2009 | Rockhajó                                  | The Boat that Rocked                                | Dr. Dave, DJ            | Kerekes József         | Richard Curtis        |
| 2011 | Paul                                      | Paul                                                | Clive Gollings          | Kerekes József         | Greg Mottola          |
| 2011 | Idegen arcok                              | Attack the Block                                    | Ron                     | Berzsenyi Zoltán       | Joe Cornish           |
| 2011 | Tintin kalandjai                          | The Adventures of Tintin: The Secret of the Unicorn | Thomson (hangja)        | Görög László           | Steven Spielberg      |
| 2012 | Hófehér és a vadász                       | Snow White & the Huntsman                           | Nion, a törpe           | Szabó Győző            | Rupert Sanders        |
| 2012 | Jégkorszak 4. – Vándorló kontinens        | Ice Age: Continental Drift                          | Flynn (hangja)          | Elek Ferenc            | Steve Martino         |
| 2012 | Jégkorszak 4. – Vándorló kontinens        | Ice Age: Continental Drift                          | Flynn (hangja)          | Elek Ferenc            | Mike Thurmeier        |
| 2013 | Világvége                                 | The World's End                                     | Andy Knightley          | Kerekes József         | Edgar Wright (3.)     |
| 2014 | Flörti dancing                            | Cuban Fury                                          | Bruce Garrett           | Scherer Péter          | James Griffiths       |
| 2014 | Doboztrollok                              | The Boxtrolls                                       | Potyka úr (hangja)      | Törköly Levente        | Graham Annable        |
| 2014 | Doboztrollok                              | The Boxtrolls                                       | Potyka úr (hangja)      | Törköly Levente        | Anthony Stacchi       |
| 2015 | Üzlet bármi áron                          | Unfinished Business                                 | Bill Whilmsley          | Scherer Péter          | Ken Scott             |
| 2016 | A Vadász és a Jégkirálynő                 | The Huntsman: Winter's War                          | Nion, a törpe           | Szabó Győző            | Cedric Nicolas-Troyan |
| 2016 | Asterix – Az istenek otthona              | Asterix: The Mansions of the Gods                   | Obelix (angol hangja)   |                        | Alexandre Astier      |
| 2016 | Asterix – Az istenek otthona              | Asterix: The Mansions of the Gods                   | Obelix (angol hangja)   | Louis Clichy           |                       |
| 2017 | Szörnyen boldog család                    | Monster Family                                      | Frank Wishbone (hangja) | Kerekes József         | Holger Tappe (1.)     |
| 2017 | Szörnyen boldog család                    | Monster Family                                      | Frank Wishbone (hangja) | Holl Nándor            | Holger Tappe (1.)     |
| 2018 | Tomb Raider                               | Tomb Raider                                         | Alan, zálogházas        | Kerekes József         | Roar Uthaug           |
| 2018 |                                           | The Festival                                        | Ricky a tetováló        |                        | Iain Morris           |
| 2018 | Mészárszék rulez                          | Slaughterhouse Rulez                                | Woody Chapman           | Rába Roland            | Crispian Mills        |
| 2019 | Családi bunyó                             | Fighting with My Family                             | Ricky Knight            | Törköly Levente        | Stephen Merchant      |
| 2019 | Ókori hisztéria: a léha rómaiak kalandjai | Horrible Histories: The Movie – Rotten Romans       | Argusz                  | Kerekes József         | Dominic Brigstocke    |
| 2019 |                                           | StarDog and TurboCat                                | Buddy (hangja)          |                        | Ben Smith             |
| 2021 |                                           | The Sparks Brothers                                 | Ringo Starr (hangja)    |                        | Edgar Wright (4.)     |
| 2021 |                                           | Scooby-Doo! The Sword and the Scoob                 | Merlin (hangja)         |                        | Maxwell Atoms         |
| 2021 | Christina Sotta                           | Scooby-Doo! The Sword and the Scoob                 | Merlin (hangja)         |                        |                       |
| 2021 | Mel Zwyer                                 | Scooby-Doo! The Sword and the Scoob                 | Merlin (hangja)         |                        |                       |
| 2021 | Trollvadászok: A titánok felemelkedése    | Trollhunters: Rise of the Titans                    | Stuart (hangja)         |                        | Johane Matte          |
| 2021 | Trollvadászok: A titánok felemelkedése    | Trollhunters: Rise of the Titans                    | Stuart (hangja)         | Francisco Ruiz Velasco |                       |
| 2021 | Trollvadászok: A titánok felemelkedése    | Trollhunters: Rise of the Titans                    | Stuart (hangja)         | Andrew Schmidt         |                       |
| 2021 | Flamik                                    | Extinct                                             | Kapitány (hangja)       |                        | David Silverman       |
| 2021 | Szörnyen boldog család 2.                 | Monster Family 2                                    | Frank Wishbone (hangja) |                        | Holger Tappe (2.)     |
| 2024 |                                           | Krazy House                                         | Bernie Christian        |                        | Steffen Haars (1.)    |
| 2024 | Flip Van der Kuil                         | Krazy House                                         | Bernie Christian        |                        |                       |
| 2024 |                                           | Timestalker                                         | George                  |                        | Alice Lowe            |
| 2024 |                                           | How to Date Billy Walsh                             | William                 |                        | Alex Pillai           |
| 2024 |                                           | Seize Them!                                         | Bobik                   |                        | Curtis Vowell         |
| 2024 |                                           | Get Away                                            | Richard                 |                        | Steffen Haars (2.)    |
| 2024 |                                           | Black Cab                                           |                         |                        | Bruce Goodison        |
| 2025 | Így neveld a sárkányodat                  | How to Train Your Dragon                            | Bélhangos               | Kálloy Molnár Péter    | Dean DeBlois          |

### Televízió
| Év        | Magyar cím                     | Eredeti cím              | Szerep                              | Megjegyzések                 |
| --------- | ------------------------------ | ------------------------ | ----------------------------------- | ---------------------------- |
| 1998      |                                | Big Train                | építőmunkás / mérnök                | 2 epizód                     |
| 1999–2001 |                                | Spaced                   | Mike Watt                           | 14 epizód                    |
| 2000–2004 |                                | Black Books              | biztonsági szakértő / Paul (hangja) | 2 epizód                     |
| 2002      |                                | Danger! 50,000 Volts!    | önmaga (házigazda)                  | 4 epizód                     |
| 2003      |                                | Danger! Incoming Attack! | önmaga (házigazda)                  | 4 epizód                     |
| 2005      |                                | Twisted Tales            | Keith                               | 1 epizód                     |
| 2005      |                                | Look Around You          | ősember / Hot Jon                   | 2 epizód                     |
| 2005      |                                | Spider-Plant Man         | tudós                               | rövidfilm                    |
| 2005–2007 |                                | Man Stroke Woman         | több szereplő                       | 12 epizód                    |
| 2005–2008 | Szuperdada                     | Supernanny               | narrátor                            | 26 epizód                    |
| 2006–2007 | Hiperhajtómű                   | Hyperdrive               | Henderson parancsnok                | 12 epizód                    |
| 2010      |                                | Money                    | John Self                           | 2 epizód                     |
| 2014      |                                | Mr. Sloane               | Jeremy Sloane                       | - 6 epizód - vezető producer |
| 2014      | Phineas és Ferb                | Phineas and Ferb         | Ed (hangja)                         | 1 epizód                     |
| 2014      | Ki vagy, doki?                 | Doctor Who               | Santa Claus                         | 2 epizód                     |
| 2016      |                                | Galavant                 | Andre                               | 1 epizód                     |
| 2017–2018 |                                | Sick Note                | Dr. Ian Glennis                     | 14 epizód                    |
| 2017–2019 |                                | Into the Badlands        | Bajie                               | 18 epizód                    |
| 2018      | Hárman a Földön: Arcadia meséi | 3Below: Tales of Arcadia | Stuart (hangja)                     | 10 epizód                    |
| 2020      |                                | Truth Seekers            | Gus Roberts                         | 8 epizód                     |
| 2021      |                                | Staged                   | önmaga                              | 1 epizód                     |
| 2021      | Miért ölnek a nők?             | Why Women Kill           | Bertram Fillcot                     | 10 epizód                    |
| 2021–2023 |                                | The Nevers               | Declan Orrun                        | 8 epizód                     |
| 2023      | Scott Pilgrim rákapcsol        | Scott Pilgrim Takes Off  | stúdió biztonsági őr                | 2 epizód                     |
| 2024–2025 | Kóbor alakulat                 | Skeleton Crew            | SM-33                               | 8 epizód                     |
| 2026-     |                                | Harry Potter             | Rubeus Hagrid                       | ??? epizód                   |

## Bibliográfia
- Frost, Nick: Truths, Half Truths & Little White Lies (Hodder & Stoughton, 2015. október 8.)

## Díjak és jelölések
| Év   | Díj                             | Kategória                                                               | Jelölt mű                    | Eredmény |
| ---- | ------------------------------- | ----------------------------------------------------------------------- | ---------------------------- | -------- |
| 2004 | British Independent Film Awards | Legígéretesebb új színész                                               | Haláli hullák hajnala (2004) | Jelölve  |
| 2005 | Fangoria Chainsaw Awards        | Legjobb férfi mellékszereplő                                            | Haláli hullák hajnala (2004) | Elnyerte |
| 2011 | National Movie Awards           | Az év legjobb alakítása                                                 | Paul (2011)                  | Jelölve  |
| 2012 | Black Reel Awards               | - Legjobb szereplőgárda - (többi színésszel megosztva)                  | Idegen arcok (2011)          | Jelölve  |
| 2015 | Behind the Voice Actors Awards  | - Legjobb szinkrongárda nagyjátékfilmben - (többi színésszel megosztva) | Doboztrollok (2014)          | Elnyerte |

## Fordítás
- Ez a szócikk részben vagy egészben  a   Nick Frost című angol Wikipédia-szócikk fordításán alapul.  Az eredeti cikk szerkesztőit annak laptörténete sorolja fel. Ez a jelzés csupán a megfogalmazás eredetét és a szerzői jogokat jelzi, nem szolgál a cikkben szereplő információk forrásmegjelöléseként.